# Daman (Yé)
Pour les articles homonymes, voir Daman.
Daman est un village de la commune rurale et le département de Yé, situé dans la province du Nayala et la région de la Boucle du Mouhoun au Burkina Faso.

## Santé et éducation
La commune accueille un centre de santé et de promotion sociale (CSPS).